# Don't Change Your Husband
Don't Change Your Husband és una pel·lícula muda dirigida per Cecil B. DeMille i protagonitzada per Gloria Swanson. Basada en una novel·la de David Graham Phillips adaptada per Jeanie Macpherson, va ser una de les sis pel·lícules amb temàtica matrimonial en les que la Swanson actuava per a Cecil B. DeMille interpretant una dona acabada de casar. Es va estrenar el 26 de gener del 1919.

## Argument
James Denby Porter, el rei de la cola, està massa implicat a la seva feina per parar atenció a la seva dona Leila o a la seva aparença personal. A més, té mals costums com menjar cebes, llençar la cendra del cigar a l'alfombra o llegir el diari mentre esmorzen plegats. Cansada de sentir-se negligida, Leila es divorcia i es casa amb Schuyler Van Sutphen que li promet plaer, riquesa i amor. Ben aviat ella descobreix que Van Sutphen és un faldiller apostador i la tracta fins i tot pitjor que el seu primer marit. Mentrestant, Porter ha canviat i presta més atenció a la seva aparença. Encara està enamorat de Leila i li demana que torni amb ell. La parella es retroba i ara és molt diferent que enguany.

## Repartiment
- Elliott Dexter (James Denby Porter)
- Gloria Swanson (Leila Porter)
- Lew Cody (Schuyler Van Sutphen)
- Sylvia Ashton (Mrs. Huckney)
- Theodore Roberts (reverend Thomas Thornby)
- Julia Faye (Nanette)
- James Neill (majordom)
- Ted Shawn (Faun)
- Irving Cummings (no acreditat)
- Clarence Geldart (director del club de joc, no acreditat)
- Raymond Hatton (crupier del club de joc, no acreditat)
- Jack Mulhall (membre del club de joc, no acreditat)
- Guy Oliver (Mr. Frankel, sastre, no acreditat)
- Sam Wood (no acreditat)